# Circondario di Ascoli Piceno
Il circondario di Ascoli Piceno era uno dei circondari in cui era suddivisa l'omonima provincia. Confinava a nord con il circondario di Fermo e la provincia di Macerata (circondario di Macerata), a ovest con le province di Macerata (circondario di Camerino) e dell'Umbria (circondario di Spoleto), a sud con le province dell'Abruzzo Ulteriore I (circondario di Teramo) e II (circondario di Cittaducale), a est con il Mar Adriatico.

## Storia
L'istituzione del circondario conseguì alla riforma delle province marchigiane dettata dal decreto Minghetti del 22 dicembre 1860, allorché alla provincia di Ascoli fu annessa quella di Fermo, a sua volta trasformata in circondario al pari dell'altra sola provincia soppressa nella regione (Camerino). La ripartizione amministrativa cessò di esistere nel 1927 con la riforma amministrativa fascista.

## Geografia fisica

### Territorio
Il territorio del circondario corrispondeva esattamente a quello della preesistente provincia pontificia (delegazione di Ascoli) nella sua conformazione definitiva dopo la perdita del comune di Ancarano (ceduto al Regno delle Due Sicilie e perciò all'Abruzzo nel 1852). Rispetto alla provincia di Ascoli Piceno sorta nel 2004 per distacco del territorio fermano includeva i comuni di Amandola e Montefortino, ma non quelli di Cossignano, Cupra Marittima, Grottammare, Massignano, Montefiore dell'Aso e Ripatransone.

## Geografia antropica

### Suddivisioni amministrative
Il circondario di Ascoli Piceno si divideva in 6 mandamenti e 45 comuni complessivi (1860), ridotti a 39 entro il 1869.
| Mandamento | Comuni |
| ---------- | --- |
| Amandola   | Amandola Comunanza Montefortino Montemonaco                                                                            |
| Arquata    | Acquasanta Terme Arquata del Tronto Montacuto Montecalvo del Castellano Montegallo Quintodecimo Santa Maria del Tronto |

| Mandamento | Comuni |
| ---------- | --- |
| Ascoli     | Ascoli Piceno Folignano Lisciano del Tronto Maltignano Montadamo Mozzano Osoli Palmiano Porchiano dell'Ascensione Ripaberarda Roccacasaregnana Roccareonile Venarotta |
| Montalto   | Capradosso Carassai Castel di Croce Castignano Force Montalto delle Marche Montedinove Patrignone Porchia Rotella                                                     |

| Mandamento    | Comuni |
| ------------- | --- |
| Offida        | Appignano del Tronto Castel di Lama Castorano Colli del Tronto Monsampolo del Tronto Offida Pagliare Spinetoli |
| San Benedetto | Acquaviva Picena Monteprandone San Benedetto del Tronto                                                        |